# Larreynaga
Larreynaga es un municipio del departamento de León en la República de Nicaragua, La cabecera es la localidad de Malpaisillo ubicada a 30 kilómetros de la ciudad de León.

## Etimología
Debe su nombre al ilustre Miguel Larreynaga, prócer nicaragüense de la Independencia de Centroamérica, quien en 1821 fue co-redactor del Acta de Independencia junto con José Cecilio del Valle.

## Geografía
El municipio de Larreynaga tiene una extensión de 780.2 km², está ubicada entre las coordenadas 12° 40′ 28″ de latitud norte y 86° 34′ 16″ de longitud oeste, a una altitud de 97 m s. n. m., sus límites son al norte con los municipios de El Sauce y Villanueva, al sur con el municipio de La Paz Centro, al este con el municipio de El Jicaral y al oeste con los municipios de León y Telica.
En la Cordillera de los Maribios las altitudes van desde los 200 m s. n. m., hasta los 1.100 m s. n. m., que corresponde al volcán Las Pilas; se encuentran además, el volcán Cerro Negro con 726 m s. n. m., el que frecuentemente presenta actividad fumarólica con erupciones de ceniza, arena y lava.

## Historia
Es uno de los municipios de más reciente creación en la jurisdicción política del departamento de León. Fue fundado el 6 de septiembre de 1936 y ocho años después, el 11 de agosto de 1944, fue elevado a la categoría de municipio.
Malpaisillo tiene su origen en que era atravesado por la ruta de carretas que traficaban entre León, Matagalpa y Jinotega con mercadería manufacturada como: ropa, zapatos, sal y medicinas para intercambiarlas por café. El tráfico de carretas obligó que a lo largo de la ruta hubiese sesteos, ubicándose uno de ellos a la orilla de una faja de piedra volcánica llamada "malpaís", de donde se supone que se deriva el nombre de Malpaisillo, de la misma piedra que abunda en la zona, originada por las constantes erupciones
volcánicas.

## Demografía
Larreynaga tiene una población actual de 33,117 habitantes. De la población total, el 50.1% son hombres y el 49.9% son mujeres. Casi el 44.7% de la población vive en la zona urbana.

## Naturaleza y clima
El municipio tiene un clima tropical de sabana, se caracteriza por una marcada estación seca de seis a siete meses de duración.
Es conocida la actividad volcánica del Cerro Negro con frecuentes erupciones de cenizas, arenas, lavas y gases. Según estudios de INETER, la emisión de cenizas ha tenido impactos muy fuertes en la agricultura, afecta a las plantaciones agrícolas y de pastos interrumpiendo los ciclos productivos; obstaculizan las vías de comunicación y causan serias afectaciones en las viviendas, a esto se le considera amenaza semidestructiva; las emisiones de gases limitan la vida de varias especies de plantas y animales, son corrosivos y peligrosos para la vida humana, son restrictivos para muchas actividades económicas y afectan a las construcciones.

## Localidades
Existen un total de sesenta y tres comunidades, de las cuales cuatro son consideradas urbanas y cincuenta y nueve son rurales.

## Economía
La mayor parte de la población económicamente activa se dedica la siembra de granos y cultivos como: ajonjolí, millón, maíz y sorgo principalmente. Otra parte de la economía se dedica a la producción minera, en la extracción de oro y plata. Además algunos productores en todo el municipio, se dedican a la producción de ganadería de doble propósito (leche y carne).